# Línia evolutiva de Cubone
Aquesta línia evolutiva de Pokémon inclou Cubone i Marowak.

## Cubone
Cubone és una de les espècies que apareixen a la franquícia Pokémon, una sèrie de videojocs, anime, mangues, llibres, cartes col·leccionables i altres mitjans que va ser inventada per Satoshi Tajiri i ha generat milers de milions de dòlars en beneficis per a Nintendo i Game Freak. És de tipus terra i evoluciona a Marowak.
És objecte d'una llegenda urbana que diu que els Cubone són cries de Kangaskhan.

## Marowak
Marowak és una de les espècies que apareixen a la franquícia Pokémon, una sèrie de videojocs, anime, mangues, llibres, cartes col·leccionables i altres mitjans que va ser inventada per Satoshi Tajiri i ha generat milers de milions de dòlars en beneficis per a Nintendo i Game Freak. És de tipus terra i evoluciona de Cubone.